# Schultheiss Abteilung II

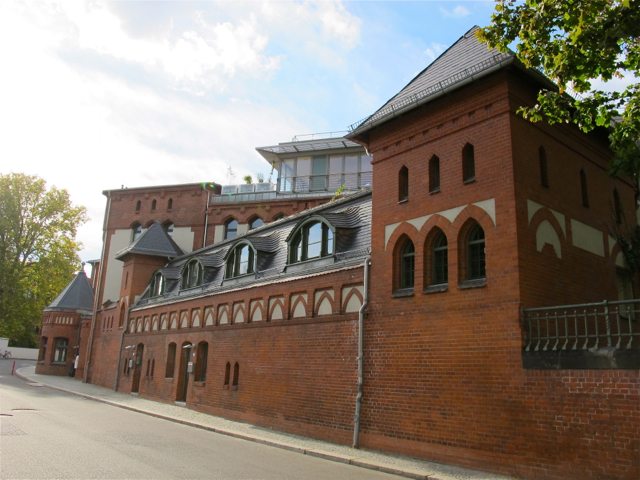
I Schultheisskoncernen blev bryggeriet i Kreuzberg känt som Schultheiss Abteilung II.

Schultheiss Abteilung II var ett bryggeri som ingick i Schultheisskoncernen 1891-1994 och som efter 1945 var huvudbryggeri och från 1984 även plats för huvudkontoret. Bryggeriet låg på Methfesselstrasse i stadsdelen Kreuzberg i Berlin. Idag är området känt som Viktoria-Quartier.
1891 köptes Tivoli-Brauerei i Kreuzberg och genom övertagandet av Tivolibryggeriet 1891 försvann den största konkurrenten. 1860 hade verksamheten startats på platsen där ett tivoli tidigare legat. Platsen lämpade sig väl för ett bryggeri genom att ligga på en höjd som möjliggjorde kylning. I Schultheisskoncernen blev bryggeriet känt som Schultheiss Abteilung II och blev huvudbryggeri 1945 då det tidigare huvudbryggeriet på Schönhauser Allee förstatligades i Östtyskland. Idag finns delar av bryggeriet kvar och den tidigare direktionsvillan, Sixtus-Villa, där Schultheiss-chefen Hans Sixtus bodde.

## Galleri

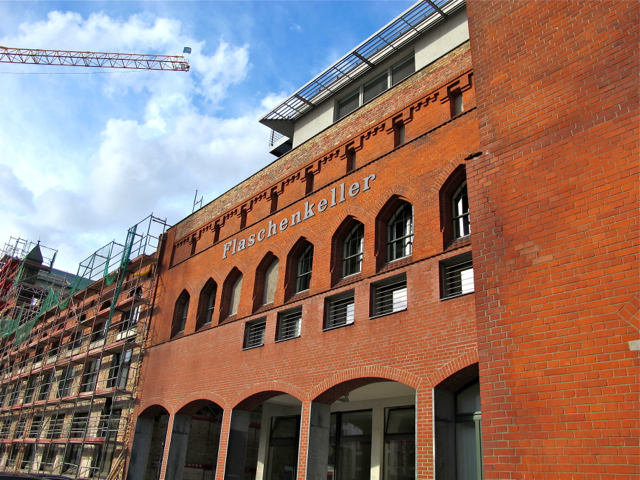
Flaskkällaren
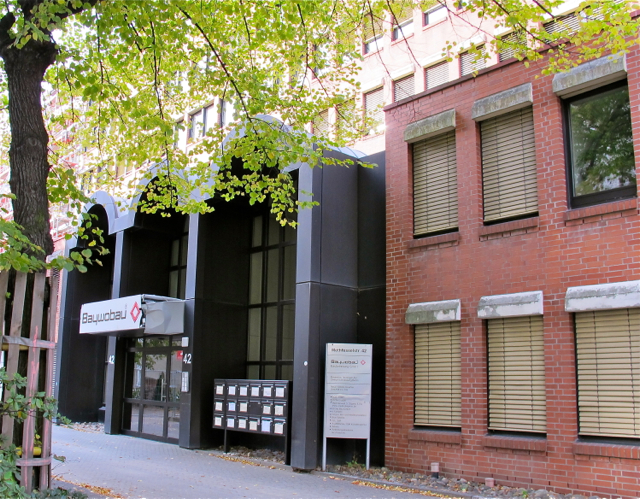
Det tidigare huvudkontoret
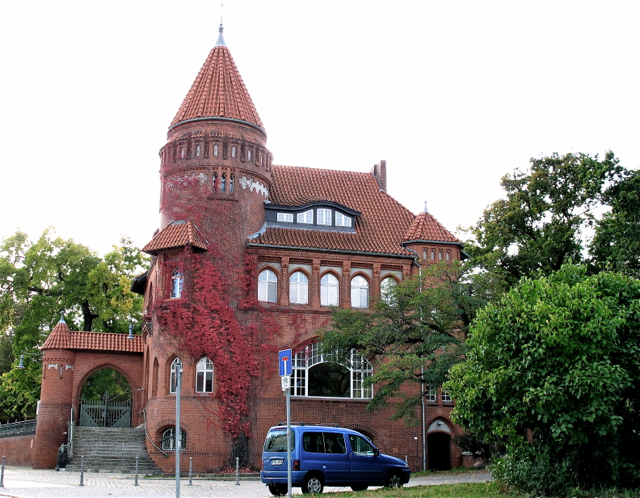
Sixtus-Villa